# Groningen Giants 2017
Questa voce raccoglie le informazioni riguardanti i Groningen Giants nelle competizioni ufficiali della stagione 2017.

## Eredivisie 2017

### Stagione regolare
| 26 febbraio 2017, ore 14:00 2ª giornata | Amsterdam Crusaders | 43 – 0 | Groningen Giants |  |

| 12 marzo 2017, ore 14:00 3ª giornata | Groningen Giants | 12 – 27 | Lightning Leiden |  |

| 26 marzo 2017, ore 15:00 5ª giornata | Arnhem Falcons | 13 – 18 | Groningen Giants |  |

| 8 aprile 2017 7ª giornata | Groningen Giants | 22 – 58 | 010 Trojans |  |

| 23 aprile 2017, ore 14:00 9ª giornata | Spijkenisse Scouts | 0 – 20 (a tavolino) | Groningen Giants |  |

| Groninga 6 maggio 2017, ore 19:00 10ª giornata | Groningen Giants | 6 – 55 | Hilversum Hurricanes | Sportpark Corpus den Hoorn |

| 20 maggio 2017 12ª giornata | Lightning Leiden | 37 – 22 | Groningen Giants |  |

| 28 maggio 2017 13ª giornata | Groningen Giants | 20 – 0 (a tavolino) | Spijkenisse Scouts |  |

## Statistiche di squadra
| Competizione           | %Vittorie | In casa | In casa | In casa | In casa | In casa | In casa | In trasferta | In trasferta | In trasferta | In trasferta | In trasferta | In trasferta | Totale | Totale | Totale | Totale | Totale | Totale |
| Competizione           | %Vittorie | G       | V       | N       | P       | Pf      | Ps      | G            | V            | N            | P            | Pf           | Ps           | G      | V      | N      | P      | Pf     | Ps     |
| ---------------------- | --------- | ------- | ------- | ------- | ------- | ------- | ------- | ------------ | ------------ | ------------ | ------------ | ------------ | ------------ | ------ | ------ | ------ | ------ | ------ | ------ |
| ED - Stagione regolare | .375      | 4       | 1       | 0       | 3       | 60      | 140     | 4            | 2            | 0            | 2            | 60           | 93           | 8      | 3      | 0      | 5      | 120    | 233    |
| Totale                 | .375      | 4       | 1       | 0       | 3       | 60      | 140     | 4            | 2            | 0            | 2            | 60           | 93           | 8      | 3      | 0      | 5      | 120    | 233    |